# Olivier Pons
Pour les articles homonymes, voir Pons.
Olivier Pons est un violoniste français né en 1970.

## Biographie
Après ses études au Conservatoire  de Boulogne-Billancourt avec Maryvonne Le Dizès (premier prix de violon à 16 ans), Olivier Pons a travaillé avec Nejmi Succari, et à Moscou avec Miroslav Roussine (ancien élève de David Oïstrakh). 
Après 8 ans passés en Finlande, Olivier Pons mène maintenant une carrière de concertiste dans divers pays, fait des enregistrements, et enseigne. Il réside actuellement dans le sud de la France et il est directeur artistique des Rencontres Musicales de Figeac et des Balades Musicales en Oléron.
Ses meilleurs élèves sont entrés dans divers instituts supérieurs européens : Conservatoire national supérieur de musique et de danse de Paris, École supérieure de musique Reine-Sophie de Madrid, Académie Sibelius d’Helsinki.[réf. nécessaire]
Il joue sur un violon Jean-Baptiste Vuillaume de 1827, le no 66 modèle Strad.
De septembre 2009 à juin 2011, Olivier Pons a enseigné au CESMD de Toulouse, à la demande de Marc Bleuse.
Quelques videos : Olivier Pons, Violinist